# Хасимото, Рютаро
Рютаро Хасимото (яп. 橋本 龍太郎, 29 июля 1937 года — 1 июля 2006 года) — японский государственный деятель, в период с 11 января 1996 года по 30 июля 1998 года занимавший пост Премьер-министра Японии.

## Биография
Получил высшее образование в Университете Кэйо, где обучался на политолога. В 1963 году стал депутатом японского парламента. В 1989 году он стал министром финансов, а в 1994 году занял пост министра
внешней торговли и промышленности. В сентябре 1995 года был избран лидером Либерально-демократической партии Японии.
Хасимото возглавлял японское правительство в период с 1996 по 1998 год. В области внешней политики в это время была отмечена активизация диалога с Россией. На переговорах с Борисом Ельциным Хасимото заявлял, что России и Японии нужен мирный договор, но в то же время мирный договор не может быть заключен без решения проблемы границ. В то же время, японский премьер сам отмечал, что ни разу не произносил слов о возвращении северных территорий.
В 1998 году Хасимото ушёл в отставку, которая была вызвана неудачным выступлением Либерально-демократической партии Японии на выборах в верхнюю палату парламента. На посту премьер-министра его сменил Кэйдзо Обути. С 2000 по 2001 год. Хасимото занимал пост государственного министра в кабинете Ёсиро Мори, ведая вопросами административной реформы. После отставки Мори в 2001 году, он вновь баллотировался на пост лидера ЛДП, но проиграл внутрипартийные выборы Дзюнъитиро Коидзуми.
В 2002 году он перенёс сложную операцию на сердце, после которой окончательно оправиться ему не удалось. Хасимото скончался 1 июля 2006 года на 69-м году жизни в Токио.